# Bangkok Love Stories - Innocence
Bangkok Love Stories - Innocence (titolo originale Bangkok รัก Stories 2 ตอน ไม่เดียงสา; anche nota come Bangkok Rak Stories 2: Mai Diang Sa) è una miniserie thailandese composta da 13 episodi andati in onda per la prima volta dal 14 novembre 2018 al 6 febbraio 2019 su GMMTV. Essa, che compone la prima stagione della saga antologica Bangkok Love Stories, è stata distribuita in Italia da Netflix il 12 marzo 2019.

## Trama
Nello scintillante quartiere di Silom si intrecciano le storie di molti personaggi fra cui: un ragazzo appassionato di parkour, una ristoratrice maliziosa, un ricco omosessuale, un personal trainer, un programmatore di videogame, un disegnatore straniero, un'impiegata molto timida, una hostess misteriosa e diverse transessuali.

## Personaggi

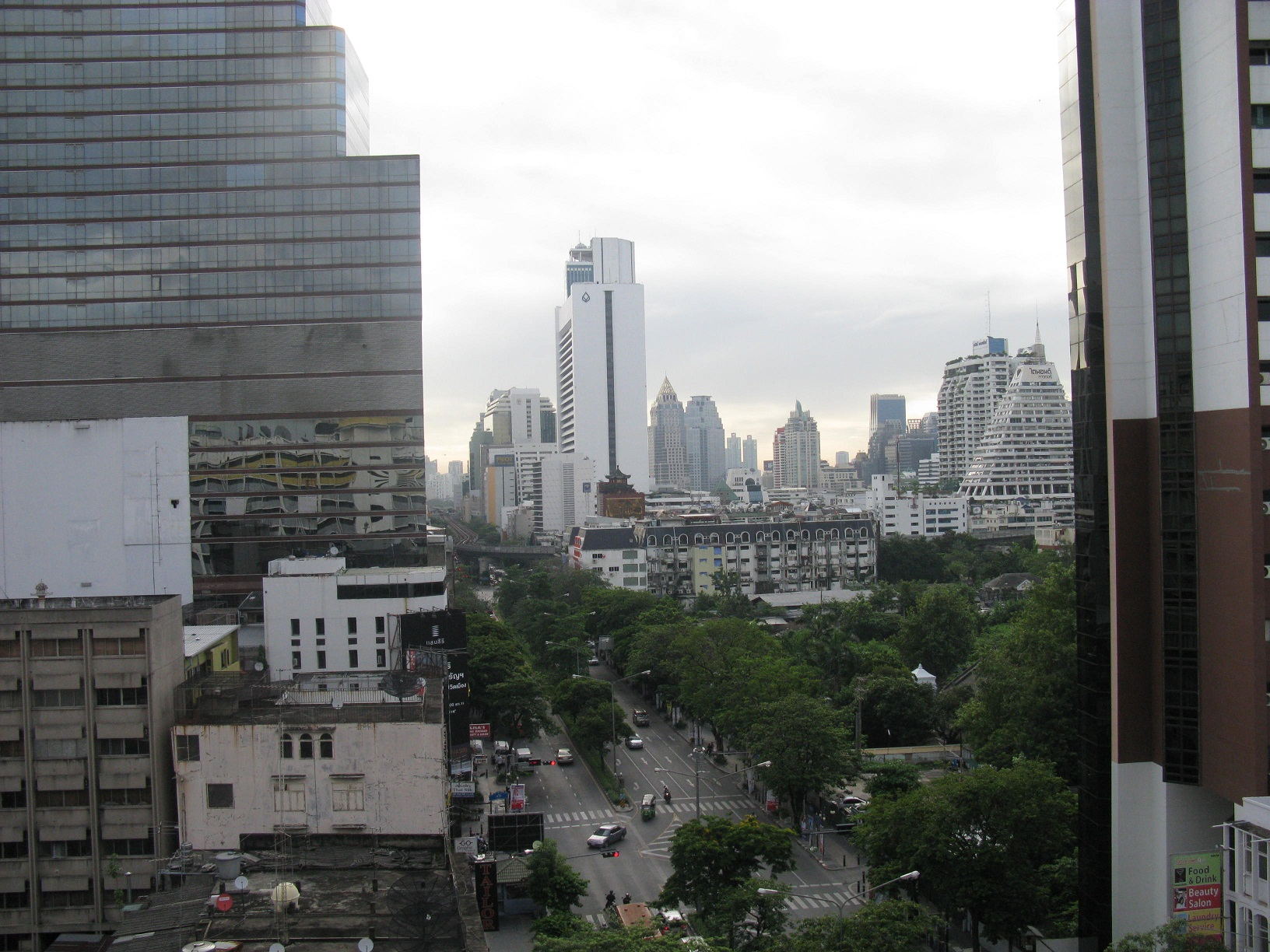
Il quartiere di Silom a Bangkok (dove viene ambientata la serie)

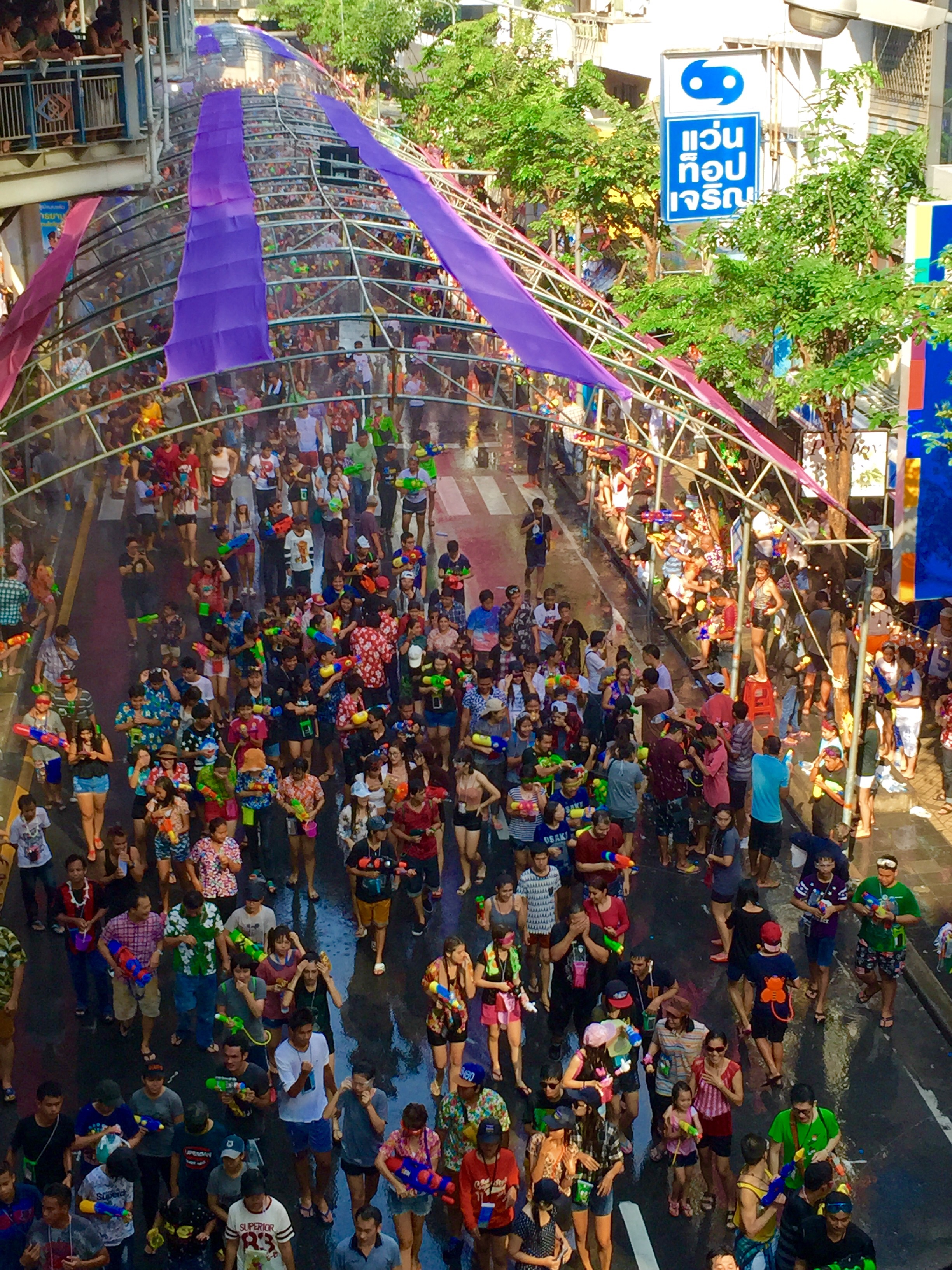
La "silom road" (location presente nella serie)

### Principali
- Claudia, interpretata da Nida Patcharaveerapong
Intransigente proprietaria e gestrice di un locale specializzato in insalate. Verrà difesa da un aggressore, un americano, da JC e sarà per lui un formidabile aiuto quando si separerà con la sua ragazza. Soffre molto per la morte del suo fidanzato avvenuta anni prima degli eventi narrati dalla serie.
- JC, interpretato da Kawin Manonukul
Ragazzo con la passione del parkour che da poco si è trasferito a Bangkok. Lavora in un Kentucky Fried Chicken e aspetta l'arrivo della sua fidanzata in città. Durante la storia emergerà che lei in realtà si è fidanzata con un altro ragazzo e lui troverà conforto in Claudia, una ragazza conosciuta da poco. Ha una personalità estremamente infantile, giocosa e altruistica con un complesso dell'eroe.
- Keaton/Nawin, interpretato da Nattapol Diloknawarit
Per guadagniare i soldi al fine di aprire una palestra accetta molti lavori tra i quali: personal trainer, taxista e gigolò. È segretamente innamorato di Simon da quando andava alle medie anche se, a quel tempo, era un ragazzino estremamente in sovrappeso. Durante la crescita si è allenato duramente diventando molto muscoloso e cambiando il proprio nome da Nawin a Keaton nel tentativo di dimenticare il suo doloroso passato.
- Simon, interpretato da Tosatid Darnkhuntod
Programmatore di videogame dichiaratamente omosessuale proveniente da una famiglia ricca, è innamorato di Keaton (nei confronti del quale provava già forti sentimenti quando andava alle medie). All'inizio della serie è recentemente tornato da San Francisco e si occupa della madre malata di Alzheimer.
- Eve, interpretata da Narupornkamol Chaisang
Ragazza molto timida e fragile che, interessata a Danny (il quale frequente una casa di piacere), decide di farsi assumere li come "hostess".
- Danny, interpretato da Ponlawit Ketprapakorn
Ragazzo di Singapore che è alla disperata ricerca di una "hostess" di una casa di piacere di nome Lin (della quale è follemente innamorato). Durante la sua ricerca incontrerà per caso Eve e, nel tempo, si innamorerà gradualmente di lei.
- Jennista, interpretata da Nicole Theriault
Donna molta ricca invaghita di Keaton. Nonostante ciò che prova per lui è perfettamente consapevole dei sentimenti che quest'ultimo prova per Simon.

### Secondari
- Teera Pratumtree, interpretata da sé stessa
Donna transgender che lavora nel locale di Claudia. Vuole disperatamente trovare un uomo con cui fidanzarsi o almeno qualcuno con cui avere una relazione sessuale.
- Mednoon, interpretata da Tatchakorn Boonlapayanan
Donna transgender amica di Simon e fidanzata con un olandese.
- Lin, interpretata da Pavadee Komchokpaisan
Escort della quale Danny si è innamorato. Risulta molto sfuggente nei suoi confronti.
- Madre di Simon, interpretata da Rudklao Amratisha
Donna con la sindrome di Alzheimer che rifiuta di prendere le medicine per non ricordare le violenze che subiva dal marito.

### Guest star
- Personal trainer, interpretato da Pakorn Thanasrivanitchai

## Episodi
| Nº | Messa in onda    |
| -- | ---------------- |
| 1  | 14 novembre 2018 |
| 2  | 21 novembre 2018 |
| 3  | 28 novembre 2018 |
| 4  | 5 dicembre 2018  |
| 5  | 12 dicembre 2018 |
| 6  | 19 dicembre 2018 |
| 7  | 26 dicembre 2018 |
| 8  | 2 gennaio 2019   |
| 9  | 9 gennaio 2019   |
| 10 | 16 gennaio 2019  |
| 11 | 23 gennaio 2019  |
| 12 | 30 gennaio 2019  |
| 13 | 6 febbraio 2019  |